# Lonchura teerinki
Lonchura teerinki là một loài chim trong họ Estrildidae.